# Thomas Szasz
Thomas Stephen Szasz, em húngaro Szász Tamás István (Budapeste, 15 de abril de 1920 – Manlius, Nova Iorque, 8 de setembro de 2012), foi um psiquiatra e acadêmico húngaro, residente nos Estados Unidos. Desde 1990 foi Professor Emérito de psiquiatria do Health Science Center ('Centro de Ciência da Saúde') da Universidade do Estado de Nova Iorque (SUNY), em Syracuse.
Szasz foi uma figura proeminente entre os adversários da psiquiatria coercitiva e um conhecido crítico social dos fundamentos morais e científicos da psiquiatria e dos objetivos de controlo social da medicina na sociedade moderna, bem como do cientificismo, que considera como uma espécie de secularização da religião. Ele é bem conhecido por seus livros, O Mito da Doença Mental (1960) e A Fabricação da Loucura: Um Estudo Comparativo da Inquisição e do Movimento de Saúde Mental (1970), que definem alguns dos seus principais argumentos.
Sua concepção sobre o tratamento especial (involuntário) é uma consequência de suas raízes no liberalismo clássico, baseadas nos princípios de que cada pessoa tem o direito ser dona de seu corpo e mente e de não sofrer violência dos outros, embora tenha criticado tanto o chamado "mundo livre"  como os estados comunistas, por sua utilização de psiquiatria, e pela "drogofobia". Segundo Szasz, o suicídio, a prática da medicina, o uso e a venda de drogas, assim como as relações sexuais, devem ser privados, contratuais e fora da jurisdição do Estado.
Em 1970, Szasz fundou, juntamente com George Alexander e Erving Goffman, a American Association for the Abolition of Involuntary Mental Hospitalization (AAAIMH), com o objetivo de abolir a intervenção psiquiátrica involuntária. A organização foi dissolvida em 1980.
Em 1973, foi eleito "Humanista do Ano" pela American Humanist Association.
Szasz começou a criticar o uso da expressão 'doença mental' como um conceito legal em 1958 em um artigo publicado na Columbia Law Review. No artigo, argumenta que 'doença mental' denota uma teoria e não um fato.  Portanto, não é mais nem menos factual do que seria acusar alguém de estar  possuído pelo demônio. Em 1961, Szasz testemunha perante um comité do Senado dos Estados Unidos que o uso de hospitais psiquiátricos para encarcerar pessoas definidas como doentes mentais violava as premissas do relacionamento entre paciente e médico e transformava o médico em um guarda de prisão, um carcereiro.
Em Antipsychiatry: Quackery Squared, Szasz rejeita a sua vinculação, tanto à psiquiatra quanto à antipsiquiatria.
Inspirou o sobrenome do personagem Victor Szasz da DC Comics.